# Roeselia trianguloquelinea
Roeselia trianguloquelinea is een vlinder uit de familie van de visstaartjes (Nolidae). De wetenschappelijke naam van de soort is voor het eerst geldig gepubliceerd in 1920 door van Eecke.